# Arctia kadocsae
Arctia kadocsae är en fjärilsart som beskrevs av Bezsilla 1943. Arctia kadocsae ingår i släktet Arctia och familjen björnspinnare. Inga underarter finns listade i Catalogue of Life.